# مرکز سیاست امنیتی ژنو

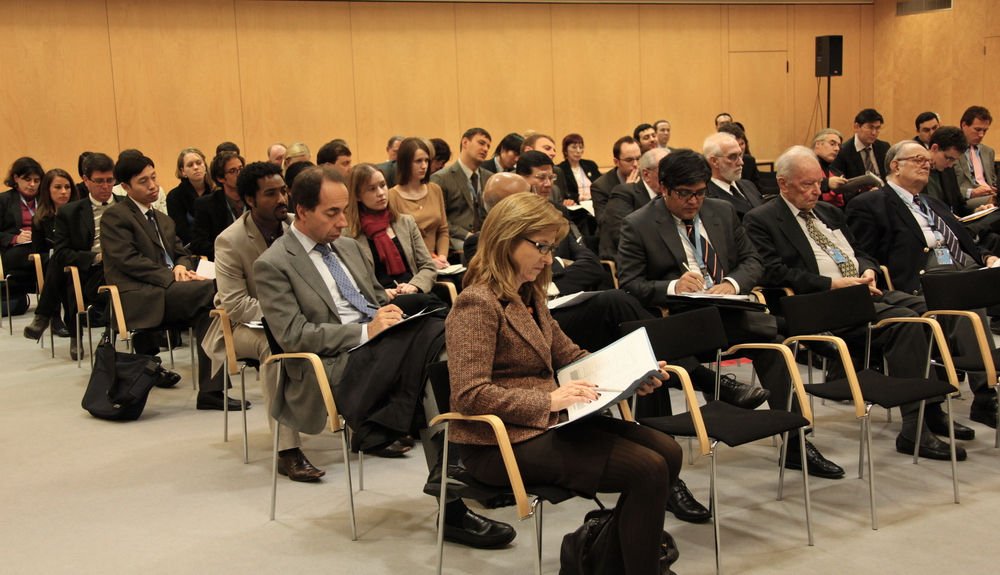
مرکز سیاست امنیتی ژنو

مرکز سیاست امنیتی ژنو (به انگلیسی: Geneva Centre for Security Policy) یا GCSP یک بنیاد بین‌المللی است که در سال ۱۹۹۵ طبق قانون «ارتقای ایجاد و حفظ صلح، امنیت و ثبات» در سوئیس تأسیس شد. مدیریت این مرکز در ژنو قرار دارد.